# لوکاس کونسگره
لوکاس کونسگره (انگلیسی: Lucas Concistre؛ زادهٔ ۵ نوامبر ۱۹۸۴) بازیکن فوتبال اهل آرژانتین است.
از باشگاه‌هایی که در آن بازی کرده‌است می‌توان به باشگاه فوتبال ایندیپندینته دل‌وایه و باشگاه فوتبال آنورتوسیس فاماگوستا اشاره کرد.